# Qoph
Qoph sau qop (forma feniciană: Qōp ) este a nouăsprezecea literă a abjadurilor semitice. Qop-ul aramaic  derivă de la litera feniciană qoph, derivatele din litera aramică incluzând: ק (Qof-ul ebraic), ܩ (Qōp̄-un siriac) și ق (Qāf-ul arab). 
În gematria ebraică, qoph are valoarea numerică de 100.

## Origini
Originea formei glifei qōp () este incertă. Adesea se sugerează ca derivând de la forma unui ac de cusut, în special urechea acului (ebraicul קוף înseamnând „gaură”). Conform unei sugestii mai vechi, qoph ar putea să provină din imaginea unei maimuțe și a cozii sale.